# Wróbel (województwo warmińsko-mazurskie)
Wróbel (niem. Sperling) – wieś w Polsce, położona w województwie warmińsko-mazurskim, w powiecie gołdapskim, w gminie Banie Mazurskie.
W latach 1975–1998 wieś administracyjnie należała do województwa suwalskiego.

## Położenie i zabudowa
Wieś Wróbel jest wsią sołecką (do sołectwa należy także Stadnica) położoną w bezpośrednim sąsiedztwie Bań, w środkowej części gminy, przy szosie Gołdap–Węgorzewo, nad malowniczą rzeką Gołdapą. Składa się z trzech zespołów mieszkalnych i gospodarczych, które są pozostałością dawnych zabudowań folwarcznych, zwanych czworakami (cztery z nich pochodzą z przełomu XVIII i XIX w. i należą do najstarszych we wschodniej części Mazur). Dom mieszkalny numer 2, murowany, z początku XIX w. znalazł się w rejestrze zabytków. Ruiny ryglowych czworaków z XVIII/XIX w.

## Historia
Jest to najstarsza wieś w tej części dawnego starostwa węgorzewskiego, która znalazła się po 1955 r. w powiecie gołdapskim. Powstała jako majątek na prawie lennym w 1524 r., a więc w ostatnim roku państwa krzyżackiego. Aleksander von Rauschke (Ruszkowski ?) otrzymał tu wówczas od Albrechta Hohenzollerna 80 włók boru. W wiekach XVI–XVIII był to majątek domeny państwowej, jednocześnie siedziba władz administracyjnych (wójtostwo, urząd królewski) we wschodniej części starostwa. Chłopi z okolicznych wsi odrabiali pańszczyznę lub płacili czynsz na rzecz dworu we Wróblu. W XIX w. były to nadal dobra ziemskie. Zapiski z 1895 roku podają, iż wtedy Wróbel liczył 366 mieszkańców – ewangelików, 1026,2 ha, 19 budynków mieszkalnych, 70 gospodarstw domowych. W 1939 r. liczba ludności wsi spadła już do 54 osób, natomiast w latach 1944–1945 obserwowano dalsze jej zmniejszenie, gdyż Wróbel został prawie całkowicie zniszczony na skutek działań wojennych. Po 1945 r. powstała tu wieś rolnicza. Wróbel dziś liczy 145 mieszkańców, 38 gospodarstw rolnych, 41 domów, PKS.